# Arisaema minus
Arisaema minus là một loài thực vật có hoa trong họ Ráy (Araceae). Loài này được (Seriz.) J.Murata mô tả khoa học đầu tiên năm 1986.